# Кестнер, Детлеф
Де́тлеф Ке́стнер (нем. Detlef Kästner; 20 марта 1958, Вурцен) — немецкий боксёр средней весовой категории, выступал за сборную ГДР в конце 1970-х — начале 1980-х годов. Бронзовый призёр летних Олимпийских игр в Москве, победитель многих международных турниров и национальных первенств.

## Биография
Детлеф Кестнер родился 20 марта 1958 года в городе Вурцен, федеральная земля Саксония. Активно занимался боксом с раннего детства, уже на юношеском уровне показывал достойные результаты, поэтому был принят в берлинское спортивное общество «Динамо». Первого серьёзного успеха на ринге добился в 1977 году, когда занял третье место на юниорском чемпионате Европы в Измире и завоевал серебряную медаль на первенстве ГДР, уступив в своей весовой категории лишь более опытному Карлу-Хайнцу Крюгеру. В 1979 году боксировал на взрослом чемпионате Европы в Кёльне, но уже во втором матче на турнире проиграл олимпийскому чемпиону из Польши Ежи Рыбицкому. Благодаря череде удачных выступлений удостоился права защищать честь страны на летних Олимпийских играх 1980 года в Москве — сумел дойти здесь до стадии полуфиналов, после чего со счётом 0:5 уступил советскому боксёру Александру Кошкину.
Получив бронзовую олимпийскую медаль, Кестнер продолжил выходить на ринг в составе национальной сборной, принимая участие в крупнейших международных турнирах. Так, в 1981 году ездил на европейское первенство в Тампере, уже на ранних стадиях турнира судьба вновь свела его с Кошкиным, и вновь все пять судей отдали победу представителю СССР. В 1982 году Детлеф Кестнер боксировал на домашнем чемпионате мира в Мюнхене, возлагал на этот турнир большие надежды, однако снова остался без медалей, проиграв олимпийскому чемпиону из Кубы Армандо Мартинесу. Потерпев на этих соревнованиях поражение, оставался действующим спортсменом ещё в течение двух лет, однако сколько-нибудь значимых достижений уже не добился. Закончил спортивную карьеру в 1984 году.